# Dustin Wells
Dustin Wells (* 31. Mai 1983 in Kiama) ist ein australischer Fußballspieler.

## Karriere
Wells gab 2001 für die Wollongong City Wolves sein Debüt in der National Soccer League. Bis zur Einstellung der Liga im Jahre 2004 bestritt Wells 39 Spiele für die Wolves und spielte anschließend für die Belconnen Blue Devils in der NSW Premier League.
Im November 2006 unterschrieb er einen Kurzzeitvertrag beim A-League-Klub New Zealand Knights. Nach einem beeindruckenden Debüt in der A-League, die mit der Nominierung in das Team der Woche belohnt wurde, konnte er diese Leistung bei den folgenden Einsätzen nicht bestätigen. Ende Dezember lief sein Vertrag aus und Wells kehrte zunächst zu den Wollongong Wolves zurück, die mittlerweile in der New South Wales Premier League antraten. Seit 2008 spielt er wieder bei den Belconnen Blue Devils (inzwischen in der ACT Premier League).

## Nationalmannschaft
Wells nahm 2003 mit der australischen U-20-Auswahl an der Junioren-Weltmeisterschaft in den Vereinigten Arabischen Emiraten teil. Er gehörte beim Erreichen des Achtelfinales in drei von vier Partien zur Stammmannschaft, unter anderem beim überraschenden 3:2-Erfolg in der Vorrunde über den späteren Weltmeister Brasilien. Im Achtelfinale scheiterte man am Gastgeber mit 0:1.